# Bullensee
Der Bullensee ist ein ehemaliges Naturschutzgebiet in der niedersächsischen Gemeinde Kirchtimke in der Samtgemeinde Tarmstedt im Landkreis Rotenburg (Wümme).

## Allgemeines
Das ehemalige Naturschutzgebiet mit dem Kennzeichen NSG LÜ 027 ist 32 Hektar groß. Es ist nahezu vollständig Bestandteil des FFH-Gebietes „Bullensee, Hemelsmoor“. Nach Westen, Süden und Osten grenzt es an das Landschaftsschutzgebiet „Obere Wölpe“. Das Gebiet stand ab dem 16. Dezember 1983 unter Naturschutz. In ihm ging das zum 4. Dezember 1937 ausgewiesene, frühere Naturschutzgebiet auf. Zum 1. Oktober 2018 wurde es mit dem etwas östlich liegenden, ehemaligen Naturschutzgebiet „Hemelsmoor“ zum Naturschutzgebiet „Bullensee und Hemelsmoor“ zusammengelegt. Zuständige untere Naturschutzbehörde war der Landkreis Rotenburg (Wümme).

## Beschreibung
Das ehemalige Naturschutzgebiet liegt südöstlich von Ostertimke in der Stader Geest am Rand der Wörpeniederung. Es stellte ein entwässertes Hochmoor unter Schutz, in das ein See eingebettet ist. Das Moor ist durch Torfstich stark zerkuhlt und überwiegend von einem von Moorbirke, Sandbirke und Waldkiefer geprägten Moorwald bewachsen. Die ehemaligen Torfstiche sind mit Wasser vollgelaufen. In ihnen wächst wieder Hochmoorvegetation.
Der namensgebende See liegt am Ostrand des ehemaligen Naturschutzgebietes. Er schneidet im östlichen Bereich in den mineralischen Untergrund ein. Vom Westufer des Sees her verlandet dieser. Hier ist die Hochmoorvegetation noch relativ vital.
Das ehemalige Naturschutzgebiet grenzt im Norden an die Kreisstraße 111. Ansonsten ist es von bewaldeten bzw. landwirtschaftlich genutzten Flächen umgeben. Im Süden entwässert das Gebiet zur Wörpe, einem Nebenfluss der Wümme, im Norden zur Bade, einem Nebenfluss der Oste.